# Roman Kramsztyk
Roman Kramsztyk (18. srpna 1885 Varšava – 6. srpna 1942 tamtéž) byl polský malíř židovského původu. Byl představitelem neoklasicistního hnutí dvacátých a třicátých let dvacátého století.

## Život
Roman Kramsztyk se narodil jako syn Juliana Kramsztyka a vnuk progresivního rabína Varšavy Izaaka Kramsztyka ve vzdělané a asimilované židovské rodině ve Varšavě.
Začal studovat na Varšavské škole kreslení Edwarda Hersteina, pokračoval ve studiu na Akademii výtvarných umění v Krakově pod vedením Josefa Mehoffera (1903–1904) a na Akademii výtvarných umění v Mnichově. Léta 1910–1914 strávil v Paříži. Během první světové války pobýval ve Varšavě a Krakově. V roce 1917 se zúčastnil výstavy polských expresionistů organizované v Krakově. V roce 1922 spoluzaložil skupinu „Rytm“ a nakonec se vrátil do Paříže. Každý rok ovšem navštěvoval Polsko. V roce 1939 byl překvapen, když došlo k vypuknutí druhé světové války. Ačkoli neuměl jidiš, rozhodl se zůstat ve varšavském ghettu. Jeho kresby odtud ukazují chudobu, hlad a smrt Židů během holokaustu. Kramsztyk byl zastřelen v roce 1942 členem tzv. Vlasovské armády při likvidaci ghetta německými jednotkami.
Byl zástupcem neoklasicistního stylu v polské malbě. Stejně jako mnoho jeho kolegů malířů té době byl silně ovlivněn technikou a složením děl Paula Cézannea. Maloval portréty, figurální scény, zátiší a akty. Kramsztyk byl také znám svou vášní pro pastely. Používal pouze omezený počet barev, zejména bílou, černou, zelenou a studené tmavě červené. Objekty byly odděleny tenkými černými konturami. Často maloval starší ženy, ale i krajiny jižní Francie a Španělska. Po roce 1918 maloval převážně figurální scény a skupiny, stejně jako akty, portréty intelektuálů a umělců – posledně jmenované často ve stylu starých mistrů. Až do druhé světové války se neobjevila v jeho práci žádná židovská tematika. Nicméně v posledních letech svého života zobrazoval trýznivé scény zničení židovského života ve Varšavském ghettu.

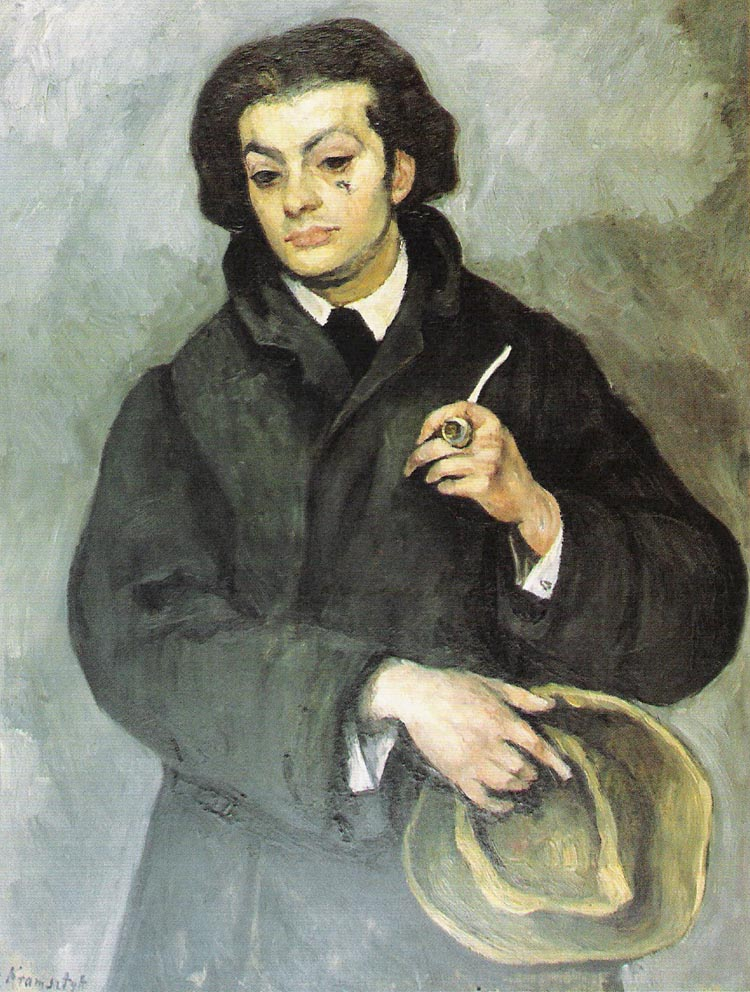
Portrét Moïse Kislinga, 1913
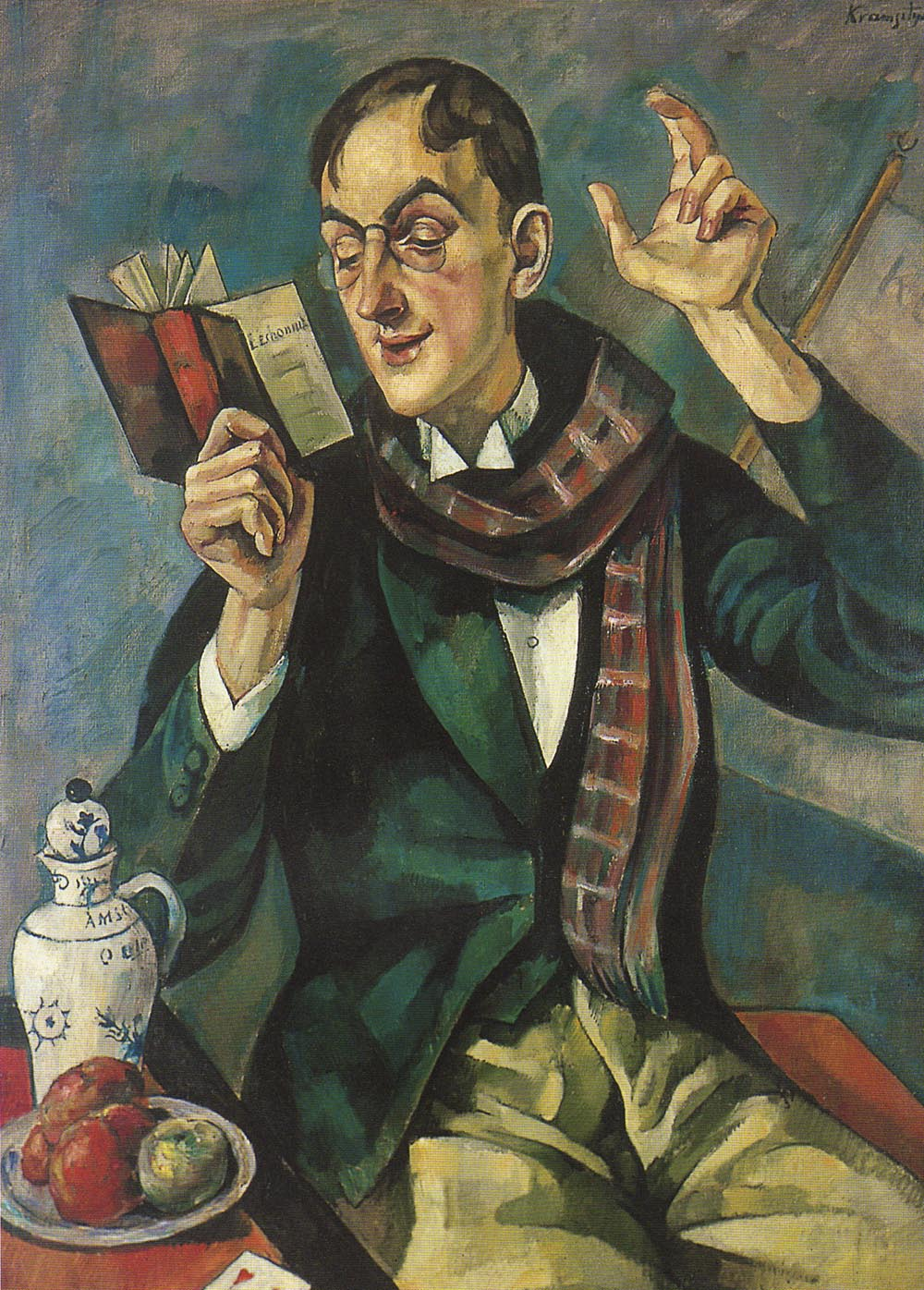
Portrét Jana Lechonia, 1919
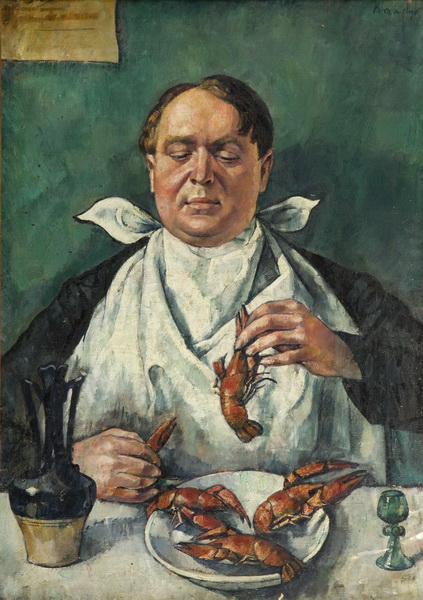
Portrét Karola Szustra, 1927
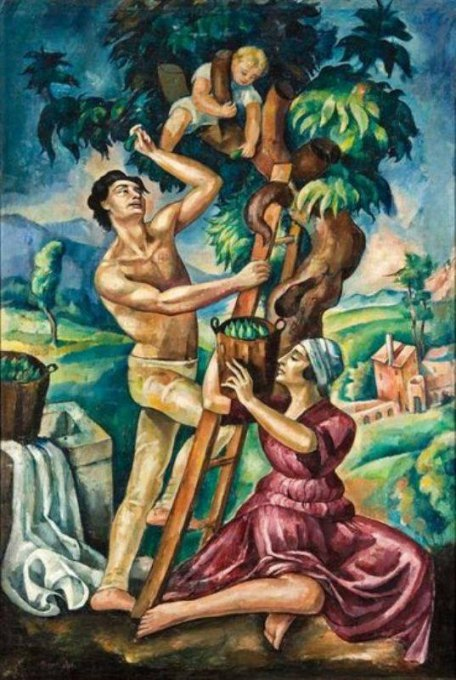
Sklizeň fíků, 1921
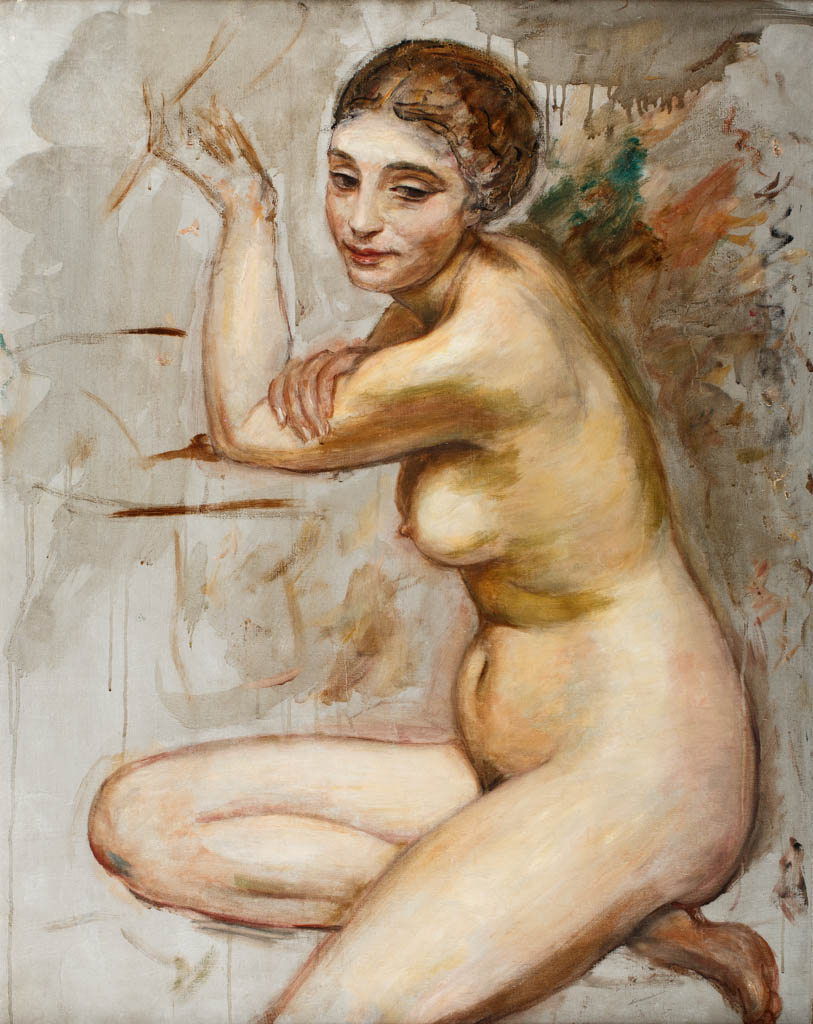
Akt
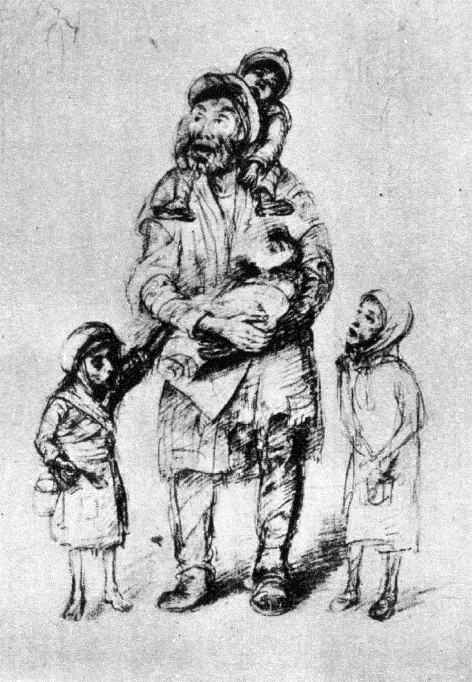
Starý Žid s dětmi, 1941